# Кухињско ренде
Ренде (тур. rende), рибеж или треница називи су за кухињску справу намењену стругању поврћа и осталих намирница сличне структуре. Њиме се храна уситњава, али не меље и не цеди, као код блендера или мултипрактика. Изумео га је Франсоа Булије у шеснаестом веку. Сем обичног кухињског рендета постоје и подврсте као што су љуштилица и јапански орошигане.

## Опште одлике
Ренде је проста справа и нема механизам. Састоји се из два дела — дршке и страница за рибање. Дршке могу бити од нерђајућег челика или пластике, разних облика и боја. Странице за рибање искључиво се праве од нерђајућег челика или друге легуре и главни су део рендета. У питању су металне плоче са сечивима обликованим у зависности од намењене сврхе.
Процес рибања врши се тако што се жељене намирнице прислоне на одговарајућу страницу за рибање и трљају о њу. Уситњена парчад намирнице проћи ће кроз сечива и изаћи на површину на којој се треница налази, обично на претходно примпремљени тањир или даску за сечење. Страница са најмањим рупицама служи за рендање тврдог сира и лимунове и поморанџине коре. Тако се добијају најфинији и најситнији разултати. Што су рупице и квадратићи већи, то су и парчад добијена рендањем већа. Највећи комади добијају се рендањем помоћу странице са великим прорезима, која служи за поврће.
У кухињи словенских народа, рибежима се уситњава кромпир ради добијања смесе за припреме јела као што су белоруске (драники) и чешке (брамборак) палачинке или српска пита кромпируша. Тропске кухиње, пак, овај алат користе при рендању кокосовог меса. чији се продукт, уз прашкасту материју насталу млевењем истог, назива кокосово брашно.
Тренице производе остатке који су тањи на крајевима него на средини. То омогућава да се нарендани материјал топи или кува на начин другачији од оног који се примењује при употреби парчади углавном једнаке дебљине насталих употребом блендера или мултипрактика. Од ручно ренданог кромпира, на пример, лакше се праве палачинке него од оног из блендера. Постоје разне врсте треница, па тако сем основне и варијанте за сир постоје и она за путер, кору цитруса (љуштилица), мускантни орашчић, ђумбир, па и верзија са сечивима од ајкулине коже, што је један од типова јапанског рендета орошиганеа.

## Историја
Први рибеж приписује се француском држављнину Франсои Булијеу (фр. François Boullier), који је ову справу изумео четрдесетих година шеснаестог века (између 1541. и 1550. године). Наиме, нако што би сир одстојао, он би се стврднуо и, иако и даље јестив, постао неупотребљив због тврдоће. Како би пребродио ту препреку и спречио бацање великих количина вишка сира, Булије је од пјутера (легуре са 85-99% калаја) направио посебно сечиво, прво ренде за сир.
Мада је употреба ове направе спочетка била ограничена, њена репопуларизација изазвана је несташицом хране у периоду између Првог и Другог светског рата, двадесетих година 20. века. Један од начина за прављење рибежа у то доба било је изоштравање рупа металних сливника. Отад многи изумитељи, дизајнери и предузећа произвођачи кућних алата смишљају и продају побољшане и на други начин иновативне тренице на принципу сечива, као и у савременим примерцима.
Од занимљивости везаних за ренде, издвајају се употребе у сврхе које нису кулинарске природе. Тако ова принципијелно кухињска справа на Јамајци уз бубњеве, фифе и друге представља традиционални музички инструмент. Још једна од креативних употреба рендета јесте као сталак за наушнице. Постоје многи спомени овог алата у телевизијским серијалима.
У једној епизоди Породице Сопрано Валентина ла Паз је изјавила да је од ње тражено да Ралфу Сифарету изриба леђа, али не сунђером, већ рендетом за сир. Једна од шала комичара Мича Хедберга јесте и та да би негативно име рибежа са сир био глибеж за сунђер (где је глибеж реч настала од заглибити и рибеж, а рупичасти швајцарски сир пореди се са стереотипним жутим такође рупичастим суђером). Главни негативац у серијалу Млади мутанти нинџа корњаче јесте Секач. Према копродуценту Кевину Истмену, његов оклоп је приликом првог цртања замишљен као велика треница.

## Галерија
- љуштилица
- мускантни орашчић
- више примерака
- ренде за ђумбир
- ајкулина кожа (орошигане)